# El rey de las compras, Louie
El rey de las compras, Louie (en hangul, 쇼핑왕 루이; en hanja, 쇼핑王 루이; romanización revisada, Shopingwang rui) es una serie de televisión surcoreana de comedia romántica creada por Oh Ji Young y transmitida por MBC desde el 21 de septiembre hasta el 10 de noviembre de 2016. Fue dirigida por Lee Sang Yeob y esta centrada en la vida de un joven millonario que pierde la memoria tras un accidente. Desde entonces, debe adaptarse a una vida modesta sin lujos mientras es buscado por las calles de Seúl.
Con grabaciones que se desarrollaron en varias localidades de Francia y Corea del Sur, fue protagonizada por Seo In Guk, Nam Ji Hyun, Yoon Sang Hyun y Im Se-mi. Además, fue emitida localmente en el horario de los miércoles y jueves a las 22:00 (KST), reemplazando a W tras su término y posteriormente fue sustituida en el mismo segmento por Weightlifting Fairy Kim Bok Joo.

## Sinopsis
Kang Ji Sung (Seo In Guk) también conocido como Louie, es un joven surcoreano que vive en Francia y es heredero de una familia millonaria. El esta acostumbrado a comprar objetos lujosos y caros para llenar el vacío de no tener padres, de esta forma el es apodado por sus cercanos y familiares como El rey de las compras. No obstante, debe regresar a Seúl debido a las complicaciones de salud de su abuela y en el viaje de regreso sufre un misterioso accidente automovilístico que provoca que pierda la memoria. En medio de no saber donde está, conoce a Go Bok Shil (Nam Ji Hyun), una joven mujer energética y amable que viene de las montañas de la provincia de Gangwon en busca de Go Bok Nam (Ryoo Ui Hyun), su hermano perdido tras la muerte de su abuela.
Bok Shil llegó a Seúl con el propósito de conseguir dinero con la venta de un ginseng silvestre y traer de vuelta a Bok Nam para que finalice sus estudios en Gangwon. Tras conocer a Louie, piensa que tiene una conexión con su hermano al verlo con su ropa, por lo que decide cuidar de él. Inicialmente, ella se asombra por sus hábitos de gasto, por lo que decide enseñarle a comprar sólo artículos básicos o pequeños, que lo ayuden a cuidar de su economía. Sin embargo, en el proceso aprenderá que no todos tienen las mismas necesidades, ya que dependen de los valores propios que moldean su vida.
Poco a poco Ji Sung irá descubriendo su verdadera identidad y al responsable de lo que le pasó. Asimismo, pronto la inocencia innata de ambos que los lleva a preocuparse por los demás, los acerca y comienzan a enamorarse, aunque su destino no es reciente y de alguna forma ellos ya tenían varios lazos que los unían desde pequeños.

## Reparto

### Personajes principales
- Seo In Guk como Kang Ji Sung (Louie).[3]
  - Kim Seul Han como Ji Sung (niño).
- Nam Ji Hyun como Go Bok-shil.[4]
  - Geum Seo Yeon como Bok Shil (niña).
- Yoon Sang Hyun como Cha Joong Won.[5]
- Im Se-mi como Baek Ma Ri.
  - Lee Hyo Rin como Ma Ri (niña).

### Personajes secundarios
Relacionados con Louie
- Kim Young Wok como Choi Il Soon.
- Kim Sun Young como Heo Jung Ran.
- Um Hyo-sup como Kim Ho-joon.

Relacionados con Bok Shil
- Ryu Ui-hyun como Go Bok-nam.

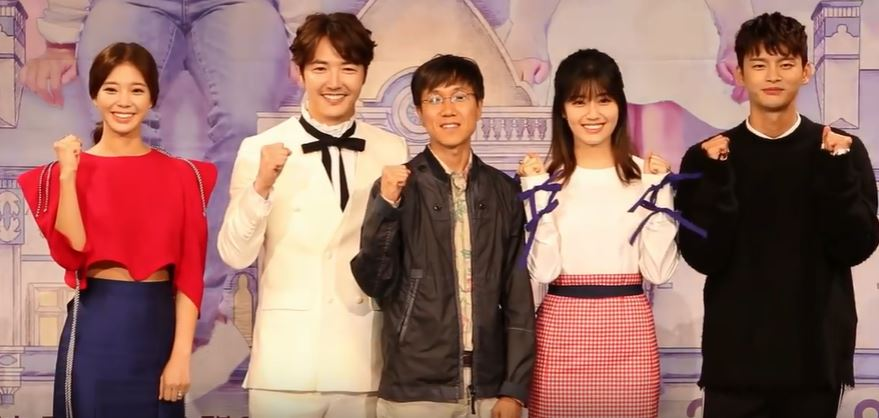
De derecha a izquierda: Lim Se Mi, Yoon Sang Hyun, Lee Sang Yeob, Nam Ji Hyun y Seo In Guk durante la presentación de la serie a la prensa en 2016.

  - Song Min Jae como Bok Nam (niño).
- Kang Ji Seob como Nam Joon Hyuk.

Relacionados con Joong Won
- Nam Myung Ryeol como Cha Soo Il.
- Kim Bo Yeon como Shin Young Ae.

Relacionados con Ma Ri
- Yoon Yoo Sun como Hong Jae Sook
- Kim Kyu Chul como Baek Sun Goo.

Vecinos del edificio
- Oh Dae-hwan como Jo In Sung.[6]
- Hwang Young-hee como Hwang Geum-ja.

Empleados de Goldline
- Kim Byung-chul como Lee Kyung-kook.
- Lee Jae Kyun como Byun Do Jin.
- Mi Ram como Park Hye Joo.[7]
- Cha Chung-hwa como Kwon Mi-young.

### Otros personajes
- Kim Hye-yoon como Song Yeon-ah (Ep. #2, 6, 13).
- Yoon Sa-bon como Ye-ji.

## Producción
La primera lectura del guion y el inicio de la producción de El rey de las compras, Louie fue llevada a cabo en la jornada del 15 de julio de 2016 en los estudios de MBC en Sangam. Además, el inicio de las grabaciones comenzó el 18 de julio de ese mismo año.

## Recepción

### Audiencia
En azul la audiencia más baja y en rojo la más alta, correspondientes a las empresas medidoras TNms y Nielsen en Corea del Sur.
| Ep. #    | Fecha de estreno         | Share    | Share  | Share    | Share   |
| Ep. #    | Fecha de estreno         | TNmS     | TNmS   | Nielsen  | Nielsen |
| Ep. #    | Fecha de estreno         | Nacional | Seúl   | Nacional | Seúl    |
| -------- | ------------------------ | -------- | ------ | -------- | ------- |
| 1        | 21 de septiembre de 2016 | 5.4 %    | 7.0 %  | 5.6 %    | 6.5 %   |
| 2        | 22 de septiembre de 2016 | 6.3 %    | 5.9 %  | 6.2 %    | 7.0 %   |
| 3        | 28 de septiembre de 2016 | 7.4 %    | 7.7 %  | 7.0 %    | 7.3 %   |
| 4        | 29 de septiembre de 2016 | 8.5 %    | 8.5 %  | 7.8 %    | 8.4 %   |
| 5        | 6 de octubre de 2016     | 8.2 %    | 8.1 %  | 8.4 %    | 9.1 %   |
| 6        | 12 de octubre de 2016    | 9.9 %    | 11.4 % | 8.8 %    | 9.3 %   |
| 7        | 13 de octubre de 2016    | 10.1 %   | 10.8 % | 10.0 %   | 10.4 %  |
| 8        | 19 de octubre de 2016    | 10.4 %   | 11.4 % | 9.7 %    | 10.0 %  |
| 9        | 20 de octubre de 2016    | 11.5 %   | 13.1 % | 10.7 %   | 11.3 %  |
| 10       | 26 de octubre de 2016    | 10.9 %   | 11.9 % | 10.2 %   | 10.4 %  |
| 11       | 27 de octubre de 2016    | 11.1 %   | 11.2 % | 10.5 %   | 10.9 %  |
| 12       | 2 de noviembre de 2016   | 11.4 %   | 11.4 % | 11.0 %   | 11.4 %  |
| 13       | 3 de noviembre de 2016   | 11.4 %   | 12.8 % | 10.0 %   | 10.6 %  |
| 14       | 9 de noviembre de 2016   | 8.8 %    | 9.4 %  | 10.4 %   | 11.1 %  |
| 15       | 10 de noviembre de 2016  | 10.9 %   | 11.7 % | 9.7 %    | 10.3 %  |
| 16       | 10 de noviembre de 2016  | 9.2 %    | 9.3 %  | 8.9 %    | 9.7 %   |
| Promedio | Promedio                 | 9.4 %    | 10.1 % | 9.0 %    | 9.6 %   |

### Premios y nominaciones
| Año  | Premio                 | Categoría                                             | Nominado                     | Resultado |
| ---- | ---------------------- | ----------------------------------------------------- | ---------------------------- | --------- |
| 2016 | 1st Asia Artist Awards | Premio al mejor artista, actriz                       | Nam Ji Hyun                  | Ganadora  |
| 2016 | 35th MBC Drama Awards  | Drama del año                                         | El rey de las compras, Louie | Nominado  |
| 2016 | 35th MBC Drama Awards  | Gran premio (Daesang)                                 | Seo In Guk                   | Nominado  |
| 2016 | 35th MBC Drama Awards  | Premio a la excelencia, actor en una miniserie        | Seo In Guk                   | Ganador   |
| 2016 | 35th MBC Drama Awards  | Premio a la excelencia, actor en una miniserie        | Yoon Sang Hyun               | Nominado  |
| 2016 | 35th MBC Drama Awards  | Premio a la excelencia, actriz en una miniserie       | Nam Ji Hyun                  | Nominado  |
| 2016 | 35th MBC Drama Awards  | Mejor actriz nueva                                    | Nam Ji Hyun                  | Ganador   |
| 2016 | 35th MBC Drama Awards  | Premio dorado a la actuación, actor en una miniserie  | Kim Kyu Chul                 | Nominado  |
| 2016 | 35th MBC Drama Awards  | Premio dorado a la actuación, actor en una miniserie  | Um Hyo Sup                   | Nominado  |
| 2016 | 35th MBC Drama Awards  | Premio dorado a la actuación, actriz en una miniserie | Lim Se Mi                    | Ganadora  |
| 2016 | 35th MBC Drama Awards  | Premio dorado a la actuación, actriz en una miniserie | Kim Sun Young                | Nominada  |
| 2016 | 35th MBC Drama Awards  | Premio a la mejor pareja                              | Seo In Guk y Nam Ji Hyun     | Nominados |

## Emisión internacional
- Ecuador: Teleamazonas (2018).
- Hong Kong: Viu TV (2017).
- Perú: Willax (2018).
- Singapur: Oh!K (2016).
- Taiwán: EBC (2017).